# Massa FM Jacarezinho
Massa FM Jacarezinho é uma emissora de rádio brasileira sediada em Jacarezinho, cidade do estado do Paraná. Opera no dial FM, na frequência 96,5 MHz, e é afiliada à Massa FM. A emissora pertence ao empresário José Saliba, que também controla a Nativa FM Ourinhos e é originada do dial AM, onde operou até 2017 na frequência 1550 kHz. Possui estúdio auxiliar em Ourinhos, município vizinho de São Paulo.

## História
Operando uma FM desde a década de 1980 (que até então era afiliada da Jovem Pan FM), o empresário José Saliba entra com projeto para operar uma rádio AM em Jacarezinho. Somente em 2009, o empresário vence a concorrência e lança em 2010 a Rádio Norte Sul, inicialmente operando em caráter experimental na frequência AM 1550 kHz. A partir de outubro, a emissora passa a operar em 920 kHz e se torna afiliada da rádio Jovem Pan. Em abril de 2011, a emissora retornou para a frequência 1550 kHz, passando então a ser definitiva.
Em 2012, a Rádio Norte Sul deixou a Jovem Pan e se tornou afiliada à Rádio Globo, passando a operar como Rádio Globo Jacarezinho a partir de 12 de julho. A rádio possuía 7h de programação local, bem como uma equipe esportiva para cobrir os times de Jacarezinho e Ourinhos. Em 7 de setembro de 2016, a emissora assina termo aditivo para migrar para o dial FM.
No final de fevereiro de 2017, a emissora passa a operar no dial FM, na frequência 96,5 MHz. Com a entrada no FM, a rádio deixa de transmitir a programação da Rádio Globo e inicia expectativa para a entrada de uma nova rede — a Nativa FM. A estreia em definitivo ocorreu em 4 de abril. Um coquetel foi celebrado na cidade de Ourinhos e a festa foi transmitida para a rede Nativa em 18 de abril. Em agosto de 2018, a Jovem Pan FM Jacarezinho (também controlada por José Saliba) passa a ser afiliada da Nativa FM, fazendo com que a 96.5 MHz fique com suas operações restritas ao município de Jacarezinho devido ao seu porte técnico.
No final de agosto de 2018, é confirmado que a Mix FM irá substituir a Nativa FM a partir de setembro. A estreia oficial ocorreu ao meio-dia de 7 de setembro. Com isso, a programação da Nativa FM passou a ficar concentrada na emissora de Ourinhos. À zero hora de 1.º de fevereiro de 2020, a frequência FM 96,5 de Jacarezinho desfiliou-se da Rede Mix FM, tornando-se afiliada da Rádio T.
Em 12 de julho de 2023, a emissora passou a ser afiliada da Massa FM, sendo a 22.ª emissora da rede no Paraná.